# Giải bóng đá Vô địch Quốc gia 2009
Giải bóng đá Vô địch Quốc gia 2009, tên gọi chính thức là Giải bóng đá Vô địch Quốc gia Petro Vietnam Gas 2009 hay Petro Vietnam Gas V-League 2009 vì lý do tài trợ, là mùa giải thứ 26 và là mùa giải chuyên nghiệp thứ 9 của Giải bóng đá Vô địch Quốc gia. Giải đấu khởi tranh vào ngày 7 tháng 2 và kết thúc vào ngày 23 tháng 8 năm 2009 với 14 câu lạc bộ tham dự. Đây là năm thứ ba liên tiếp Tổng công ty Dầu khí Việt Nam trở thành nhà tài trợ chính của giải đấu.
Đây là giải đấu đầu tiên từ trước đến nay có ban tổ chức giải không do Liên đoàn bóng đá Việt Nam thành lập mà do Đại hội các câu lạc bộ bóng đá chuyên nghiệp bầu chọn. Và ban tổ chức giải có tư cách pháp nhân, có tài khoản riêng, được phép hoạt động độc lập, tuân thủ theo luật pháp và chịu sự quản lý và giám sát của Liên đoàn bóng đá Việt Nam.

## Thay đổi trong mùa giải

### Thay đổi đội bóng
| Thăng hạng từ giải Hạng Nhất 2008 - Quân khu 4 - T&T Hà Nội - Tập đoàn Cao su Đồng Tháp | Xuống hạng đến giải Hạng Nhất 2009 - Hà Nội ACB - Hòa Phát Hà Nội - Boss Bình Định |

### Thay đổi tên gọi
| Tên cũ                             | Tên mới                  | Ngày thay đổi  | Ghi chú |
| ---------------------------------- | ------------------------ | -------------- | ------- |
| Đạm Phú Mỹ Nam Định                | Gạch men Mikado Nam Định | Trước mùa giải | [ 4 ]   |
| Thép Miền Nam Cảng Sài Gòn         | Thành phố Hồ Chí Minh    | Trước mùa giải | [ 5 ]   |
| Tài chính Dầu khí Sông Lam Nghệ An | Sông Lam Nghệ An         | Trước mùa giải |         |
| Xi măng Công Thanh Thanh Hoá       | Thanh Hoá                | Vòng 18        |         |

### Cầu thủ nhập tịch
Với chính sách của nhà nước Việt Nam cho phép hai quốc tịch, giải đấu năm nay phát triển việc nhập tịch Việt Nam của các cầu thủ nước ngoài. Nếu như giải năm trước (2008) chỉ có trường hợp của Phan Văn Santos thì trước khi mùa giải này khởi tranh đã có 3 cầu thủ nhập tịch là Nirut, Sakda (Thái Lan - Hoàng Anh Gia Lai), Kesley (Brasil - Becamex Bình Dương), khi giai đoạn một kết thúc có thêm Rogerio (Brasil) của Đà Nẵng. Ngoài ra, giải cũng đã thu hút một số cầu thủ Việt kiều về thi đấu như Lee Nguyễn, Đặng Văn Robert...

### Giải thưởng
Đội vô địch mùa này nhận được giải thưởng 700 triệu đồng. Hai đội xếp thứ nhì và thứ ba nhận lần lượt 350 và 150 triệu đồng.

## Các đội tham dự
| Câu lạc bộ                   | Mùa giải 2008          | Năm đầu tiên tại V-League | Số mùa giải tại V-League |
| ---------------------------- | ---------------------- | ------------------------- | ------------------------ |
| Becamex Bình Dương           | Vô địch                | 2004                      | 5                        |
| SHB Đà Nẵng                  | Thứ 4                  | 2001                      | 7                        |
| Đồng Tâm Long An             | Á quân                 | 2003                      | 6                        |
| Tập đoàn Cao su Đồng Tháp    | Thứ 3 giải Hạng Nhất   | 2000                      | 5                        |
| Xi măng Hải Phòng            | Thứ 3                  | 2000                      | 6                        |
| Hoàng Anh Gia Lai            | Thứ 7                  | 2003                      | 6                        |
| Khatoco Khánh Hòa            | Thứ 6                  | 2000                      | 4                        |
| Gạch men Mikado Nam Định     | Thứ 11                 | 2000                      | 8                        |
| Quân khu 4                   | Vô địch giải Hạng Nhất | 2009                      | 0                        |
| Sông Lam Nghệ An             | Thứ 9                  | 2000                      | 8                        |
| T&T Hà Nội                   | Á quân giải Hạng Nhất  | 2009                      | 0                        |
| Xi măng Công Thanh Thanh Hóa | Thứ 10                 | 2007                      | 2                        |
| Thành phố Hồ Chí Minh        | Thứ 5                  | 2000                      | 7                        |
| Thể Công                     | Thứ 8                  | 2000                      | 5                        |

### Thay đổi huấn luyện viên trong giải
| Câu lạc bộ                       | Huấn luyện viên cũ | Hình thức            | Vị trí xếp hạng | Ngày rời đi         | Huấn luyện viên mới | Ngày đến            | Ghi chú       |
| -------------------------------- | ------------------ | -------------------- | --------------- | ------------------- | ------------------- | ------------------- | ------------- |
| Hoàng Anh Gia Lai                | Dusit Charlemsan   | Sang chức trợ lý HLV | Thứ 14          | 25 tháng 2 năm 2009 | Chatchai Paholpat   | 25 tháng 2 năm 2009 | [ 9 ]         |
| Xi măng Hải Phòng                | Alfred Riedl       | Sa thải              | Thứ 11          | 2 tháng 3 năm 2009  | Đinh Thế Nam        | 5 tháng 3 năm 2009  | [ 10 ]        |
| Becamex Bình Dương               | Francisco Vital    | Sa thải              | Thứ 7           | 30 tháng 4 năm 2009 | Nguyễn Minh Dũng    | 30 tháng 4 năm 2009 | [ 11 ]        |
| Thể Công                         | Vương Tiến Dũng    | Sa thải              | Thứ 11          | 4 tháng 5 năm 2009  | Lê Thụy Hải         | 5 tháng 5 năm 2009  | [ 12 ]        |
| Gạch men Mikado Nam Định         | Nguyễn Ngọc Hảo    | Sang chức GĐKT       | Thứ 14          | 5 tháng 5 năm 2009  | Nguyễn Thế Cường    | 5 tháng 5 năm 2009  | [ 13 ]        |
| Xi măng Hải Phòng (2)            | Đinh Thế Nam       | Tạm quyền            | Thứ 9           | 6 tháng 5 năm 2009  | Vương Tiến Dũng     | 6 tháng 5 năm 2009  | [ 14 ]        |
| Becamex Bình Dương (2)           | Nguyễn Minh Dũng   | Tạm quyền            | Thứ 8           | 10 tháng 5 năm 2009 | Mai Đức Chung       | 10 tháng 5 năm 2009 | [ 15 ]        |
| T&T Hà Nội                       | Triệu Quang Hà     | Sa thải              | Thứ 14          | 21 tháng 5 năm 2009 | Nguyễn Hữu Thắng    | 25 tháng 5 năm 2009 | [ 16 ] [ 17 ] |
| Xi măng Công Thanh Thanh Hóa     | Nguyễn Văn Tiến    | Sa thải              | Thứ 13          | 1 tháng 6 năm 2009  | Triệu Quang Hà      | 1 tháng 6 năm 2009  | [ 18 ]        |
| Xi măng Công Thanh Thanh Hóa (2) | Triệu Quang Hà     | Từ chức              | Thứ 14          | 23 tháng 6 năm 2009 | Nguyễn Văn Tiến     | 23 tháng 6 năm 2009 | [ 19 ]        |
| Hoàng Anh Gia Lai                | Chatchai Paholpat  | Từ chức              | Thứ 7           | 24 tháng 6 năm 2009 | Dusit Charlemsan    | 24 tháng 6 năm 2009 | [ 20 ]        |

### Cầu thủ nước ngoài
Mỗi đội được đăng kí 5 cầu thủ nước ngoài nhưng chỉ được sử dụng cùng lúc 3 cầu thủ nước ngoài trên sân. 
| Câu lạc bộ                   | Cầu thủ 1                   | Cầu thủ 2                  | Cầu thủ 3              | Cầu thủ 4                   | Cầu thủ 5                         | Cầu thủ nhập tịch             | Cầu thủ cũ                                                                                              |
| ---------------------------- | --------------------------- | -------------------------- | ---------------------- | --------------------------- | --------------------------------- | ----------------------------- | --- |
| Becamex Bình Dương           | Kubheka Philani             | Helio da Silva Assis       | Robson D. De Lima      | Charles Livingstone Mbabazi | Nkemi Arim Marcelin               | Kesley Alves                  | Fabiano de A. Silva                                                                                     |
| Tập đoàn Cao su Đồng Tháp    | Aniekan Okon                | Andela Atangana Guy        | Samson Kayode          | Timothy Anjembe             | Jose Nsi Amougou                  | Issawa Singthong              | Alekson Ameidan                                                                                         |
| Thành phố Hồ Chí Minh        | John Wole                   | Clayton Bezerra Leite      | Maguire Joshua James   | Jackson Nogueira            | Mario Antonio Romero              |                               | Marcio J.D. Reis Vicente Matias Gabrie Salatiel S.D. Menezes                                            |
| SHB Đà Nẵng                  | Molina Gaston Eduardo       | Jose Emidio de Almeida     | Gastón Merlo           | Rafael S.R. Marques         | Cesar Paolo Cocchi                | Rogerio M. Pereira            | |
| Quân khu 4                   | Ogugua Chike Jeff           | Rodrigo Mota Farias        | Adbcio                 | Lazaro Paulo De Sousa       | Moses                             |                               | Aminu                                                                                                   |
| Xi măng Hải Phòng            | Elenindo de Jesus           | Leandro de Oliveira        | Bernard Achaw          | Ewerson                     | Denilson                          | Đặng Văn Robert               | Martins Trindade Allan Santos Pimenta                                                                   |
| T&T Hà Nội                   | Cassiano Rocha              | Cristiano Roland           | Cauê Benicio           | Agostinho                   | François Endene Gonzalo Marrkonle |                               | Elieser Orlando Farias Valdinei G. dos Santos Alex L.Costta Ruela Douglas Damaceno Laerte R.D.A. Junior |
| Hoàng Anh Gia Lai            | Datsakorn Thonglao          | Lee Nguyễn                 | Mane M. Moustapha      | Evaldo Golcaves             | Cesar C.D.Melo Junior             | Nirut Surasiang Sakda Joemdee | Agostinho Ekkaluck Thonghkit                                                                            |
| Khatoco Khánh Hòa            | Issifu Anssah               | Mustapha Kobina Essuman    | Jonathan Quartey       | Aloys Nyom Nyom             | Aboagye Felix                     |                               | Narisu Abdullahi Manuwa Sinmo Williams Santos Kleber Santos                                             |
| Đồng Tâm Long An             | Antonio Carlos              | Tshamala A. Kabanga        | Bolima Cedric Ousman   | Everton Eriel Rocha         | Rodrigo Jorge Silva               | Fabio dos Santos              | Tostao Kwashi                                                                                           |
| Gạch men Mikado Nam Định     | Chinedu Nweze               | Philip Onyeky Okoro        | Amaobi Honest          | Godwin O. Umukoro           | Daniel Mbuizelo Vanwyk            |                               | Timothi Okwuchukwu Kone Moussa Saib Samuel Abutu Obinna Darlinton Ajoku Richard Kanu Nwaeze             |
| Sông Lam Nghệ An             | Sihavy Michal               | Kankam Tony                | Eric H Muranda         | Din Akame                   | Kizito Lawrence                   |                               | Diego Fabian Molares Marcelo Hervé Din Din                                                              |
| Xi măng Công Thanh Thanh Hóa | Alejandro Oscar Insaurralde | Andermatten Damian Rogelio | Egbo Osita             | Moyano Gaston Raul          | Nunes Fernandes Fabio             |                               | William Olajide Ahmed Wandwsi Rodgers Kizito Lawrence                                                   |
| Thể Công                     | Deivisson Satti De Oliveira | Vanderlei Lima             | Gilson Carlos Da Silva | Reginaldo Chagas Cavalcante | Abbey Ebenzer                     |                               | Aloys Nyom Nyom François Endene Robert Niță Diego G.D. Oliveira Rafael Oliveira                         |

## Kết quả chi tiết

### Bảng kết quả thi đấu
|                           | BBD | SHBĐN | ĐTLA | CSĐT | XMHP | HAGL | KKH | MNĐ | QK4 | SLNA | T&THN | THFC | HCMC | TCFC |
| ------------------------- | --- | ----- | ---- | ---- | ---- | ---- | --- | --- | --- | ---- | ----- | ---- | ---- | ---- |
| Becamex Bình Dương        | XXX | 4–1   | 1–1  | 4–3  | 2–1  | 3–1  | 4–1 | 3–0 | 1–2 | 2–0  | 2–2   | 3–1  | 2–2  | 1–4  |
| SHB Đà Nẵng               | 1–1 | XXX   | 4–0  | 1–0  | 1–0  | 4–1  | 1–1 | 2–1 | 5–2 | 1–1  | 2–1   | 2–1  | 1–0  | 1–0  |
| Đồng Tâm Long An          | 2–2 | 1–2   | XXX  | 0–0  | 4–1  | 3–0  | 2–2 | 1–0 | 2–0 | 2–2  | 2–2   | 5–1  | 0–0  | 3–3  |
| Tập đoàn cao su Đồng Tháp | 1–0 | 1–1   | 1–1  | XXX  | 0–1  | 2–2  | 1–0 | 2-1 | 3–1 | 0–0  | 3–1   | 6–0  | 1–0  | 5–0  |
| Hải Phòng                 | 0–3 | 0–2   | 1–1  | 0–0  | XXX  | 3–1  | 1–0 | 0–2 | 2–1 | 3–2  | 0-0   | 2–1  | 1–0  | 2–1  |
| Hoàng Anh Gia Lai         | 2–1 | 1–0   | 0–2  | 0–3  | 3–2  | XXX  | 2–1 | 2–0 | 1–1 | 1–1  | 0–2   | 5–2  | 4–3  | 1–1  |
| Khánh Hòa                 | 0–0 | 2–3   | 1–1  | 2–0  | 1–0  | 1–0  | XXX | 1–1 | 2-3 | 2–2  | 3–2   | 1–1  | 3–1  | 3–0  |
| Nam Định                  | 1–1 | 1–2   | 1–1  | 0–0  | 2–1  | 1–5  | 0–1 | XXX | 6–1 | 3–2  | 1–1   | 1–0  | 2–0  | 1–0  |
| Quân khu 4                | 0–1 | 1–2   | 1–4  | 1–0  | 2–0  | 2–1  | 4–2 | 3–2 | XXX | 0–1  | 0–1   | 0–1  | 2–2  | 3–0  |
| Sông Lam Nghệ An          | 1–0 | 2–0   | 3-1  | 1–0  | 1–0  | 2–0  | 0–0 | 2–1 | 1–0 | XXX  | 2–1   | 5–1  | 1–1  | 1–1  |
| T&T Hà Nội                | 3–2 | 1–0   | 4–2  | 5–2  | 0–1  | 0–2  | 2–3 | 2–1 | 0–1 | 1–1  | XXX   | 1–0  | 5–1  | 1–0  |
| Thanh Hóa                 | 0–2 | 0–5   | 1–1  | 3–3  | 2–4  | 3-7  | 2–0 | 0–1 | 1–2 | 2–2  | 1–4   | XXX  | 2–0  | 2–1  |
| Thành phố Hồ Chí Minh     | 2-3 | 3–2   | 2–0  | 3–2  | 1–2  | 1–0  | 1–3 | 1–1 | 1–0 | 3–2  | 2–1   | 3–0  | XXX  | 0–1  |
| Thể Công                  | 3–1 | 4-3   | 2–1  | 2–4  | 2–1  | 1–2  | 1–0 | 3–1 | 2–2 | 2–1  | 1–1   | 2–4  | 3–1  | XXX  |

### Vị trí các đội sau mỗi vòng đấu
| Đội \ Vòng đấu        | 1  | 2  | 3  | 4  | 5  | 6  | 7  | 8  | 9  | 10 | 11 | 12 | 13 | 14 | 15 | 16 | 17 | 18 | 19 | 20 | 21 | 22 | 23 | 24 | 25 | 26 |
| --------------------- | -- | -- | -- | -- | -- | -- | -- | -- | -- | -- | -- | -- | -- | -- | -- | -- | -- | -- | -- | -- | -- | -- | -- | -- | -- | -- |
| SHB Đà Nẵng           | 4  | 8  | 10 | 7  | 3  | 1  | 1  | 1  | 1  | 1  | 1  | 1  | 1  | 1  | 1  | 1  | 1  | 1  | 1  | 1  | 1  | 1  | 1  | 1  | 1  | 1  |
| Becamex Bình Dương    | 1  | 5  | 9  | 12 | 13 | 13 | 6  | 5  | 7  | 6  | 6  | 8  | 9  | 9  | 8  | 10 | 8  | 5  | 4  | 5  | 3  | 2  | 4  | 4  | 2  | 2  |
| Sông Lam Nghệ An      | 4  | 4  | 6  | 5  | 7  | 8  | 10 | 6  | 5  | 4  | 8  | 5  | 5  | 3  | 2  | 2  | 3  | 3  | 2  | 2  | 2  | 5  | 3  | 2  | 3  | 3  |
| T&T Hà Nội            | 6  | 3  | 5  | 2  | 5  | 10 | 11 | 8  | 9  | 10 | 10 | 12 | 14 | 11 | 13 | 12 | 11 | 8  | 6  | 3  | 6  | 4  | 2  | 3  | 4  | 4  |
| Xi măng Hải Phòng     | 10 | 7  | 11 | 13 | 14 | 14 | 12 | 13 | 10 | 8  | 9  | 9  | 6  | 7  | 9  | 11 | 9  | 10 | 9  | 6  | 4  | 3  | 5  | 5  | 5  | 6  |
| Khatoco Khánh Hòa     | 6  | 11 | 4  | 1  | 2  | 4  | 2  | 2  | 2  | 2  | 2  | 3  | 7  | 6  | 6  | 3  | 4  | 7  | 5  | 8  | 9  | 9  | 8  | 6  | 6  | 7  |
| Đồng Tháp             | 1  | 1  | 1  | 5  | 7  | 9  | 5  | 3  | 4  | 3  | 3  | 2  | 4  | 5  | 7  | 4  | 2  | 2  | 3  | 7  | 5  | 7  | 7  | 9  | 7  | 5  |
| Đồng Tâm Long An      | 6  | 2  | 3  | 4  | 6  | 6  | 9  | 12 | 6  | 7  | 5  | 7  | 8  | 8  | 4  | 6  | 5  | 6  | 8  | 9  | 8  | 6  | 6  | 8  | 8  | 10 |
| Hoàng Anh Gia Lai     | 13 | 14 | 14 | 9  | 4  | 2  | 7  | 10 | 12 | 9  | 7  | 4  | 2  | 2  | 3  | 5  | 7  | 9  | 10 | 10 | 10 | 11 | 10 | 7  | 9  | 8  |
| Thể Công              | 6  | 12 | 8  | 10 | 10 | 7  | 4  | 7  | 8  | 13 | 13 | 10 | 10 | 13 | 11 | 8  | 6  | 4  | 7  | 4  | 7  | 8  | 9  | 10 | 10 | 9  |
| Nam Định              | 13 | 10 | 2  | 3  | 1  | 2  | 8  | 9  | 10 | 12 | 14 | 14 | 11 | 12 | 10 | 9  | 12 | 13 | 11 | 11 | 11 | 10 | 11 | 12 | 11 | 12 |
| Quân khu 4            | 10 | 13 | 12 | 8  | 9  | 5  | 3  | 4  | 3  | 5  | 4  | 6  | 3  | 4  | 5  | 7  | 10 | 12 | 13 | 13 | 13 | 13 | 13 | 13 | 12 | 11 |
| Thành phố Hồ Chí Minh | 12 | 9  | 13 | 14 | 12 | 11 | 13 | 11 | 13 | 14 | 12 | 13 | 13 | 10 | 12 | 13 | 13 | 11 | 12 | 12 | 12 | 12 | 12 | 11 | 13 | 13 |
| Thanh Hóa             | 3  | 6  | 7  | 11 | 11 | 12 | 14 | 14 | 14 | 11 | 11 | 11 | 12 | 14 | 14 | 14 | 14 | 14 | 14 | 14 | 14 | 14 | 14 | 14 | 14 | 14 |

Nguồn: vff.org.vn

## Tóm tắt giải đấu

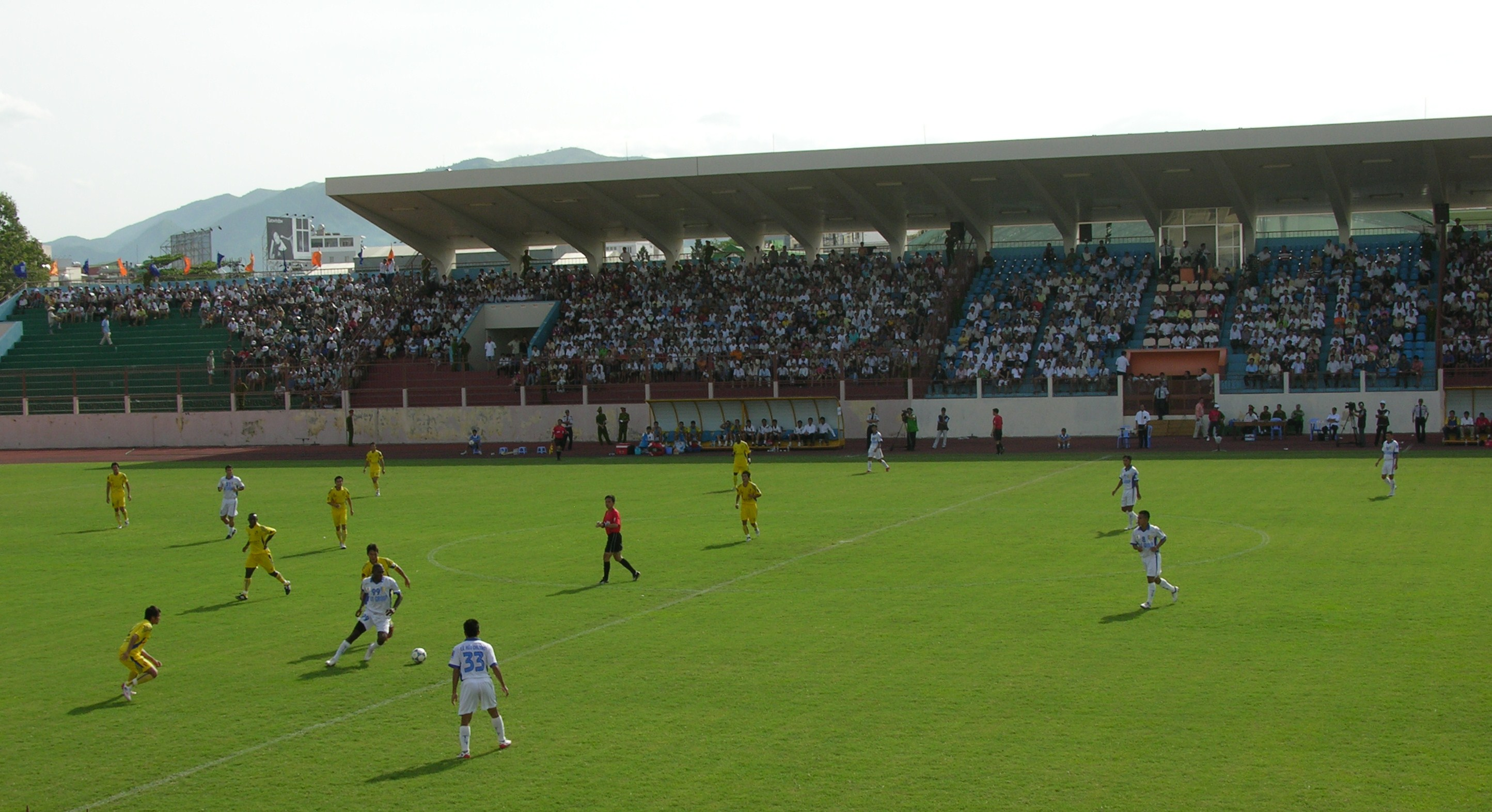
Trận đấu giữa Khatoco Khánh Hòa và T&T Hà Nội tại sân Nha Trang, vòng đấu thứ 24.

Hai vòng đấu đầu tiên kết thúc với một số bất ngờ. Trong khi đội bóng mới lên hạng TĐCS Đồng Tháp có 2 trận toàn thắng trước các đối thủ mạnh là ứng cử viên vô địch Hoàng Anh Gia Lai và đương kim vô địch Becamex Bình Dương  thì Hoàng Anh Gia Lai lại thua cả hai trận đầu mùa, không ghi được bàn thắng nào và giậm chân ở vị trí cuối bảng. Sau trận thua đầu, Hoàng Anh Gia Lai đã có cuộc họp khẩn đồng thời bổ sung hai thành viên là trung vệ Trịnh Duy Quang và cựu thủ môn Nguyễn Quốc Tuấn vào thành phần ban huấn luyện. Trong cuộc họp bầu Đức cũng tuyên bố đây coi như "mình chấp các đối thủ một trận, V-League với Gỗ bắt đầu từ lượt thứ hai". Đến trận thua thứ hai, đội có sự điều chỉnh thành phần ban huấn luyện: cựu huấn luyện viên Chatchai Paholpat được mời về đội bóng phố Núi để làm cố vấn cho Dusit, rồi chưa đầy một tuần sau đó lại chính thức thay thế vị trí của cựu tuyển thủ Thái Lan. Đây là sự thay đổi huấn luyện viên trưởng đầu tiên của mùa giải.
Cầu thủ Phạm Văn Quyến đã có bàn thắng quyết định chiến thắng cho đội nhà Sông Lam Nghệ An ngay ở trận đấu đầu tiên tại giải sau hơn 3 năm vắng bóng vì treo giò. Vòng đấu thứ hai cũng chứng kiến huấn luyện viên kỳ cựu Lê Thụy Hải bất ngờ nhận vai trò cố vấn kỹ thuật cho ban lãnh đạo đội Thể Công.
Hai vòng đấu sau đó, đội dẫn đầu TĐCS Đồng Tháp có 2 trận thua liên tiếp, mất ngôi đầu ở vòng thứ tư về tay Khatoco Khánh Hoà. Sau thất bại của Xi măng Hải Phòng trên sân nhà (đội bóng duy nhất bất bại trên sân nhà mùa giải trước), huấn luyện viên Alfred Riedl ngay lập tức bị Hải Phòng sa thải.. Đương kim vô địch Bình Dương tiếp tục sa sút khi thua đội mới lên hạng đang ở nhóm cuối bảng Quân khu 4, đánh dấu trận thua thứ ba liên tiếp. Khánh Hoà và T&T Hà Nội xếp 2 vị trí đầu bảng sau vòng thứ 4 với 8 điểm, đứng trên nhiều đội bóng mạnh. Lee Nguyễn, cầu thủ nhận lương cao nhất giải , đã có bàn thắng đầu tiên ở giải cho đội nhà ở vòng thứ 4.
Sang vòng thứ năm, ngôi đầu bảng lại thay đổi khi Khánh Hoà không thắng và Mikado Nam Định chiếm ngôi đầu bảng. Trận đấu nhiều bàn thắng nhất đã được thiết lập ở vòng này khi SHB Đà Nẵng thắng Quân khu 4 5-2. Họ tiếp tục xác lập thêm một kỉ lục mới ở vòng đấu thứ 6 với trận thắng đậm nhất từ đầu giải, khi đánh bại XMCT Thanh Hoá ngay trên sân khách 5-0 và giành lấy ngôi đầu bảng. Các vị trí tiếp theo điểm số khá sít sao (từ thứ 2 đến thứ 10 là 8 đến 10 điểm). Vòng thứ bảy và tám SHB Đà Nẵng tiếp tục giữ ngôi đầu khi thắng sít sao trên sân đối thủ mạnh Gạch Đồng Tâm Long An, đồng thời góp phần làm không còn đội chưa thất bại sau vòng đấu này; sau đó cầm hoà đương kim vô địch Bình Dương trên sân nhà. Đồng Tháp bất ngờ hạ Thể Công 5–0 ở vòng 8, là trận có tỉ số 5-0 thứ hai trong giải. Đà Nẵng vẫn duy trì được ngôi đầu ở vòng đấu thứ 9, nơi Đồng Tâm Long An có trận thắng 2-0 trên sân đối thủ Hoàng Anh Gia Lai, kết thúc chuỗi trận toàn hòa. 
Vòng 10 có thể xem là vòng đấu thành công của các đội khách khi đều giành được điểm số, trừ Khánh Hòa. Đà Nẵng tận dụng các đội xếp sau thua đã nới rộng khoảng cách với đội thứ nhì lên 4 điểm. Vòng đấu sau đó đánh dấu sự tách nhóm khi 6 đội cuối bảng đều thua, tạo ra khoảng cách 3 điểm với nhóm xếp trên. Một kỷ lục được thiết lập ở vòng này là 4 bàn thắng được ghi trong 1 trận đấu của Antonio Carlos (Đồng Tâm Long An). Vòng 12, SHB Đà Nẵng thắng trên sân đội nhì bảng Khánh Hoà, nới rộng khoảng cách với chính đội bóng này lên 5 điểm, đồng thời vô địch lượt đi trước 1 vòng đấu. Các huấn luyện viên mới của Hải Phòng và Thể Công có được chiến thắng đầu tay, trong khi Nam Định cũng có được trận hoà sân khách .
Vòng 17, SHB Đà Nẵng bị cắt đứt chuỗi 13 trận bất bại khi thua trên sân Thành phố Hồ Chí Minh. XMCT Thanh Hoá tiếp tục nằm ở vị trí cuối bảng khi thua đối thủ cạnh tranh trực tiếp T&T Hà Nội trên sân nhà. Denilson dù còn chấn thương đã ra sân trận đầu tiên và ghi 1 bàn cho XM Hải Phòng.
Vòng đấu thứ 23, SHB Đà Nẵng chính thức lên ngôi vô địch trước 3 vòng đấu khi thắng Nam Định 2–1 trên sân nhà Chi Lăng, duy trì khoảng cách 12 điểm (4 trận thắng) với đội xếp thứ hai. Ở cuối bảng xếp hạng, Thanh Hoá gần như phải quay về giải hạng Nhất khi thua đối thủ xếp ngay trên Quân khu 4 1–2, cách vị trí thứ 12 (đấu play-off) 7 điểm trong khi giải chỉ còn 3 vòng.

## Bảng xếp hạng
| VT | Đội                       | ST | T  | H  | B  | BT | BB | HS  | Đ  | Giành quyền tham dự hoặc xuống hạng         |
| -- | ------------------------- | -- | -- | -- | -- | -- | -- | --- | -- | ------------------------------------------- |
| 1  | SHB Đà Nẵng (C)           | 26 | 15 | 5  | 6  | 48 | 30 | +18 | 50 | Tham dự vòng bảng AFC Champions League 2010 |
| 2  | Becamex Bình Dương        | 26 | 12 | 7  | 7  | 49 | 35 | +14 | 43 | Tham dự vòng bảng AFC Cup 2010              |
| 3  | Sông Lam Nghệ An          | 26 | 11 | 10 | 5  | 39 | 28 | +11 | 43 |                                             |
| 4  | T&T Hà Nội                | 26 | 11 | 6  | 9  | 44 | 35 | +9  | 39 |                                             |
| 5  | Tập đoàn Cao su Đồng Tháp | 26 | 10 | 8  | 8  | 43 | 30 | +13 | 38 |                                             |
| 6  | Hoàng Anh Gia Lai         | 26 | 11 | 4  | 11 | 44 | 45 | −1  | 37 |                                             |
| 7  | Xi măng Hải Phòng         | 26 | 11 | 3  | 12 | 29 | 35 | −6  | 36 |                                             |
| 8  | Khatoco Khánh Hoà         | 26 | 9  | 8  | 9  | 36 | 35 | +1  | 35 |                                             |
| 9  | Thể Công                  | 26 | 10 | 5  | 11 | 40 | 46 | −6  | 35 |                                             |
| 10 | Đồng Tâm Long An          | 26 | 7  | 13 | 6  | 43 | 37 | +6  | 34 |                                             |
| 11 | Quân khu 4                | 26 | 10 | 3  | 13 | 35 | 44 | −9  | 33 |                                             |
| 12 | GM Mikado Nam Định (O)    | 26 | 8  | 7  | 11 | 32 | 36 | −4  | 31 | Play-off giành quyền tham dự V-League 2010  |
| 13 | Thành phố Hồ Chí Minh (R) | 26 | 8  | 5  | 13 | 34 | 44 | −10 | 29 | Xuống hạng Giải hạng nhất 2010              |
| 14 | Thanh Hóa (R)             | 26 | 5  | 4  | 17 | 32 | 68 | −36 | 19 | Xuống hạng Giải hạng nhất 2010              |

1. 1 2  Kết quả đối đầu: Becamex Bình Dương 2–0 Sông Lam Nghệ An, Sông Lam Nghệ An 1–0 Becamex Bình Dương.
2. 1 2  Kết quả đối đầu: Khatoco Khánh Hòa 3–0 Thể Công, Thể Công 1–0 Khatoco Khánh Hòa.

## Tổng số khán giả

### Theo vòng đấu
| Vòng đấu  | Tổng cộng | Trung bình |
| --------- | --------- | ---------- |
| Vòng 1    | 72.000    | 10.286     |
| Vòng 2    | 78.000    | 11.143     |
| Vòng 3    | 74.500    | 10.643     |
| Vòng 4    | 70.500    | 10.071     |
| Vòng 5    | 84.000    | 12.000     |
| Vòng 6    | 60.000    | 8.571      |
| Vòng 7    | 81.000    | 11.571     |
| Vòng 8    | 95.500    | 13.642     |
| Vòng 9    | 53.500    | 7.643      |
| Vòng 10   | 95.000    | 13.571     |
| Vòng 11   | 81.000    | 11.571     |
| Vòng 12   | 63.500    | 9.071      |
| Vòng 13   | 66.000    | 9.428      |
| Vòng 14   | 89.000    | 12.714     |
| Vòng 15   | 52.000    | 7.428      |
| Vòng 16   | 81.000    | 11.571     |
| Vòng 17   | 68.500    | 9.785      |
| Vòng 18   | 82.000    | 11.714     |
| Vòng 19   | 90.000    | 12.857     |
| Vòng 20   | 65.000    | 9.285      |
| Vòng 21   | 75.000    | 10.714     |
| Vòng 22   | 80.000    | 11.428     |
| Vòng 23   | 70.000    | 10.000     |
| Vòng 24   | 35.500    | 5.071      |
| Vòng 25   | 66.000    | 9.428      |
| Vòng 26   | 62.000    | 8.857      |
| Tổng cộng | 1.890.500 | 10.387     |

### Theo câu lạc bộ
| Câu lạc bộ                | Tổng cộng | Cao nhất | Thấp nhất | Trung bình |
| ------------------------- | --------- | -------- | --------- | ---------- |
| Becamex Bình Dương        | 192.000   | 20.000   | 8.000     | 14.769     |
| Đồng Tâm Long An          | 110.000   | 15.000   | 3.000     | 8.461      |
| Gạch men Mikado Nam Định  | 101.000   | 15.000   | 4.000     | 7.769      |
| Hoàng Anh Gia Lai         | 75.500    | 13.000   | 4.000     | 5.807      |
| Khatoco Khánh Hoà         | 111.000   | 11.000   | 4.000     | 8.538      |
| Quân khu 4                | 49.500    | 12.000   | 1.000     | 3.807      |
| SHB Đà Nẵng               | 271.000   | 35.000   | 12.000    | 20.846     |
| Sông Lam Nghệ An          | 129.000   | 16.000   | 5.000     | 9.923      |
| T&T Hà Nội                | 77.000    | 15.000   | 2.500     | 5.923      |
| Tập đoàn Cao su Đồng Tháp | 188.000   | 20.000   | 7.000     | 14.461     |
| Thanh Hóa                 | 85.500    | 12.000   | 1.000     | 6.576      |
| Thành phố Hồ Chí Minh     | 91.500    | 11.000   | 1.500     | 7.038      |
| Thể Công                  | 101.500   | 14.000   | 4.000     | 7.807      |
| Xi măng Hải Phòng         | 308.000   | 30.000   | 0         | 23.692     |
| Tổng cộng                 | 1.890.500 | 35.000   | 0         | 10.387     |

### Số khán giả cao nhất
| Xếp hạng | Đội nhà           | Tỷ số | Đội khách                | Số khán giả | Ngày                | Sân vận động           |
| -------- | ----------------- | ----- | ------------------------ | ----------- | ------------------- | ---------------------- |
| 1        | SHB Đà Nẵng       | 1–1   | Becamex Bình Dương       | 35.000      | 12 tháng 4 năm 2009 | Sân vận động Chi Lăng  |
| 2        | Xi măng Hải Phòng | 2–1   | Thể Công                 | 30.000      | 15 tháng 2 năm 2009 | Sân vận động Lạch Tray |
| 2        | Xi măng Hải Phòng | 0–2   | Gạch men Mikado Nam Định | 30.000      | 1 tháng 3 năm 2009  | Sân vận động Lạch Tray |
| 2        | Xi măng Hải Phòng | 2–1   | Quân khu 4               | 30.000      | 9 tháng 5 năm 2009  | Sân vận động Lạch Tray |
| 2        | Xi măng Hải Phòng | 0–2   | SHB Đà Nẵng              | 30.000      | 6 tháng 6 năm 2009  | Sân vận động Lạch Tray |

## Thống kê mùa giải

### Theo câu lạc bộ
| Nội dung                     | Câu lạc bộ                    | Số lượng |
| ---------------------------- | ----------------------------- | -------- |
| CLB thắng nhiều nhất         | SHB Đà Nẵng                   | 15 trận  |
| CLB thắng ít nhất            | Thanh Hóa                     | 5 trận   |
| CLB hoà nhiều nhất           | Đồng Tâm Long An              | 13 trận  |
| CLB hoà ít nhất              | Xi măng Hải Phòng, Quân khu 4 | 3 trận   |
| CLB thua nhiều nhất          | Thanh Hóa                     | 17 trận  |
| CLB thua ít nhất             | Sông Lam Nghệ An              | 5 trận   |
| Chuỗi thắng dài nhất         |                               |          |
| Chuỗi bất bại dài nhất       | SHB Đà Nẵng                   | 13 trận  |
| Chuỗi không thắng dài nhất   | Quân khu 4                    | 9 trận   |
| Chuỗi không hòa dài nhất     | Quân khu 4                    | 19 trận  |
| Chuỗi thua dài nhất          |                               |          |
| CLB ghi nhiều bàn thắng nhất | Becamex Bình Dương            | 49 bàn   |
| CLB ghi ít bàn thắng nhất    | Xi măng Hải Phòng             | 29 bàn   |
| CLB lọt lưới nhiều nhất      | Thanh Hóa                     | 68 bàn   |
| CLB lọt lưới ít nhất         | Sông Lam Nghệ An              | 28 bàn   |
| CLB nhận thẻ vàng nhiều nhất | Quân khu 4                    | 84 thẻ   |
| CLB nhận thẻ vàng ít nhất    |                               |          |
| CLB nhận thẻ đỏ nhiều nhất   | Quân khu 4                    | 9 thẻ    |
| CLB nhận thẻ đỏ ít nhất      |                               | 0 thẻ    |

### Theo cầu thủ

#### Cầu thủ ghi bàn hàng đầu
Dưới đây là danh sách cầu thủ ghi bàn hàng đầu của giải đấu.
| STT | Cầu thủ               | Câu lạc bộ                | Số bàn thắng |
| --- | --------------------- | ------------------------- | ------------ |
| 1   | Lazaro de Sousa       | Quân khu 4                | 15           |
| 1   | Merlo Gaston          | SHB Đà Nẵng               | 15           |
| 3   | Lê Công Vinh          | T&T Hà Nội                | 14           |
| 4   | Hoàng Đình Tùng       | Thanh Hoá                 | 13           |
| 4   | Samson Kayode Olaleye | Tập đoàn Cao su Đồng Tháp | 13           |
| 6   | Leandro de Oliveira   | Xi măng Hải Phòng         | 11           |
| 6   | Timothy Anjembe       | Tập đoàn Cao su Đồng Tháp | 11           |
| 6   | Antonio Carlos        | Đồng Tâm Long An          | 11           |
| 6   | Evaldo Goncalves      | Hoàng Anh Gia Lai         | 11           |
| 10  | Philani               | Becamex Bình Dương        | 10           |
| 10  | Amaobi Honest         | Gạch men Mikado Nam Định  | 10           |

| 6–9 bàn | 6–9 bàn | 6–9 bàn | 6–9 bàn |
| ------- | --- | --- | ------- |
|         | 9 bàn - Almeida De Emidio (SHB Đà Nẵng) - Lee Nguyễn (Hoàng Anh Gia Lai) - Nguyễn Quang Hải (Khatoco Khánh Hòa) - Vanderlei Lima (Thể Công) 8 bàn - Huỳnh Kesley Alves (Becamex Bình Dương) - Jonathan Quartey (Khatoco Khánh Hòa) - Phạm Văn Quyến (Sông Lam Nghệ An) 7 bàn - Raphael Steve Rodrigues (SHB Đà Nẵng) - Rodrigo Jorge Silva (Đồng Tâm Long An) - Elenildo De Jesus (Xi măng Hải Phòng) - Mario Romero (Thành phố Hồ Chí Minh) | 6 bàn - Darsakorn Thonglao (Hoàng Anh Gia Lai) - Gaston Eduardo Molina (SHB Đà Nẵng) - Din Akame (Sông Lam Nghệ An) - Nguyễn Trọng Hoàng (Sông Lam Nghệ An) - Eric H Muranda (Sông Lam Nghệ An) - Nguyễn Vũ Phong (Becamex Bình Dương) - Moses (Quân khu 4) - Đào Xuân Thành (Thể Công) - Thạch Bảo Khanh (Thể Công) |         |

#### Bàn phản lưới nhà
| Cầu thủ              | Câu lạc bộ            | Đối thủ                  | Số bàn |
| -------------------- | --------------------- | ------------------------ | ------ |
| Phan Văn Giàu        | Đồng Tâm Long An      | Khatoco Khánh Hoà        | 1      |
| Phạm Lâm Minh Thông  | Đồng Tâm Long An      | Xi măng Hải Phòng        | 1      |
| Mai Ngọc Quang       | Xi măng Hải Phòng     | Gạch men Mikado Nam Định | 1      |
| Nguyễn Minh Đức      | Xi măng Hải Phòng     | Thanh Hoá                | 1      |
| Bernard Achaw        | Xi măng Hải Phòng     | Quân khu 4               | 1      |
| Nirut Surasiang      | Hoàng Anh Gia Lai     | Sông Lam Nghệ An         | 1      |
| Nguyễn Việt Kim Long | Thành phố Hồ Chí Minh | Xi măng Hải Phòng        | 1      |
| Lưu Văn Hương        | Thanh Hoá             | Thành phố Hồ Chí Minh    | 1      |
| Lê Văn Thắng         | Thanh Hoá             | Đồng Tâm Long An         | 1      |

#### Ghi hat-trick
| Cầu thủ                | Câu lạc bộ                | Đối thủ                      | Kết quả | Ngày                |
| ---------------------- | ------------------------- | ---------------------------- | ------- | ------------------- |
| Timothy Anjembe        | Tập đoàn Cao su Đồng Tháp | Hoàng Anh Gia Lai            | 3–0 (A) | 7 tháng 2 năm 2009  |
| Jonathan Quartey       | Khatoco Khánh Hoà         | Thành phố Hồ Chí Minh        | 3–1 (H) | 1 tháng 3 năm 2009  |
| Jose Emidio de Almeida | SHB Đà Nẵng               | Thanh Hóa                    | 5–0 (A) | 22 tháng 3 năm 2009 |
| Antonio Carlos4        | Đồng Tâm Long An          | Xi măng Hải Phòng            | 4–1 (H) | 3 tháng 5 năm 2009  |
| Samson Kayode Olaleye  | Tập đoàn Cao su Đồng Tháp | Xi măng Công Thanh Thanh Hóa | 3–3 (A) | 9 tháng 5 năm 2009  |
| Lê Công Vinh4          | T&T Hà Nội                | Xi măng Công Thanh Thanh Hóa | 4–1 (A) | 21 tháng 6 năm 2009 |
| Hoàng Đình Tùng        | Thanh Hoá                 | Thể Công                     | 4–2 (A) | 25 tháng 7 năm 2009 |
| Thạch Bảo Khanh        | Thể Công                  | Đồng Tâm Long An             | 3–3 (A) | 16 tháng 8 năm 2009 |

- Ghi chú: 4 – ghi 4 bàn; (H) – Sân nhà; (A) – Sân khách

### Kỷ lục
- Do Hà Nội ACB đã xuống hạng nên chỉ còn Gạch men Mikado Nam Định và Sông Lam Nghệ An là hai đội tham dự đủ cả chín giải vô địch bóng đá Việt Nam (từ thời kì chuyên nghiệp)
- CLB thay huấn luyện viên nhiều nhất: XM Hải Phòng - 3 lần[39]
- Đội có nhiều cầu thủ đá phản lưới nhà nhất: XM Hải Phòng (3 cầu thủ).
- Đội thăng tiến ấn tượng nhất: T&T Hà Nội (từ vị trí chót bảng sau lượt đi vươn lên vị trí thứ 4 chung cuộc).
- Huấn luyện viên đoạt nhiều danh hiệu HLV xuất sắc nhất tháng: Lê Huỳnh Đức (SHB Đà Nẵng – 3 lần liên tiếp trong tháng 3, 4 và 5)
- Cầu thủ nhận lương cao nhất giải là Lee Nguyễn (khoảng 10.000 đô la Mỹ / tháng)[30]
- Trận thắng đậm nhất: cách biệt 6 bàn
  - TĐCS Đồng Tháp thắng Thanh Hoá 6–0, vòng 25, ngày 16 tháng 8 năm 2009
- Trận đấu nhiều bàn thắng nhất: 10 bàn
  - HAGL thắng Thanh Hóa 7–3, vòng 26, ngày 23 tháng 8 năm 2009
- Trận đấu hòa có tỷ số cao nhất: Thanh Hóa – TĐCS Đồng Tháp và ĐTLA – Thể Công (3-3).
- Số bàn thắng nhiều nhất được một cầu thủ ghi trong một trận: 4
  - Antonio Carlos (Đồng Tâm Long An) trận thắng XM Hải Phòng 4–1, vòng 11, ngày 3 tháng 5 năm 2009
  - Lê Công Vinh (T&T Hà Nội) trận thắng XMCT Thanh Hoá 4–1, vòng 17, ngày 21 tháng 6 năm 2009
- Bàn thắng ghi muộn nhất trong một trận: phút bù giờ thứ 9
- Thủ môn duy nhất ghi được bàn thắng: Phan Văn Santos (Đồng Tâm Long An) - 2 bàn thắng bằng sút phạt trực tiếp
- Trận đấu nhiều khán giả nhất: SHB Đà Nẵng – B.Bình Dương (Vòng 8): 35.000 người.[40].

## Các giải thưởng

### Giải thưởng tháng
Hàng tháng có các giải thưởng dành cho đội bóng, cầu thủ, huấn luyện viên xuất sắc nhất và bàn thắng đẹp nhất. Hai giải thưởng đầu tiên do các phóng viên bình chọn, giải thưởng thứ ba do các huấn luyện viên bình chọn, giải thưởng cuối cùng do khán giả truyền hình bình chọn.
Với thành tích thắng 2 đội mạnh và dẫn đầu bảng, ba giải thưởng tháng 2 về tay TĐCS Đồng Tháp. Trong khi đó, tháng 3 là tháng thi đấu thành công của SHB Đà Nẵng, họ lên đầu bảng và giành 2 giải thưởng tháng này. SHB Đà Nẵng giữ vững ngôi đầu bảng trong tháng 4 là cơ sở để họ giành 3 trong 4 giải thưởng của tháng.
Tháng 5, huấn luyện viên trẻ Lê Huỳnh Đức lần thứ 3 liên tiếp nhận danh hiệu xuất sắc nhất. Hoàng Anh Gia Lai với chuỗi trận thắng liên tiếp vươn lên vị trí thứ nhì, nhận được 2 giải thưởng còn lại.
Trong tháng 6, dưới sự vươn lên mạnh mẽ của Thể Công (4 trận thắng liên tiếp), câu lạc bộ này giành hai danh hiệu đội bóng và huấn luyện viên xuất sắc nhất. Lê Công Vinh là cầu thủ Việt Nam đầu tiên trong mùa giải nhận Cầu thủ xuất sắc nhất. Bàn thắng đẹp nhất được bình chọn của Phạm Văn Quyến.
Tháng 7, Xi măng Hải Phòng là đội duy nhất toàn thắng 4 trận, giành 3 danh hiệu quan trọng (trừ bàn thắng đẹp nhất).
| Các giải thưởng xuất sắc nhất tháng | Các giải thưởng xuất sắc nhất tháng | Các giải thưởng xuất sắc nhất tháng | Các giải thưởng xuất sắc nhất tháng     | Các giải thưởng xuất sắc nhất tháng    |
| Tháng                               | Câu lạc bộ                          | Huấn luyện viên                     | Cầu thủ                                 | Bàn thắng đẹp                          |
| ----------------------------------- | ----------------------------------- | ----------------------------------- | --------------------------------------- | -------------------------------------- |
| Tháng 2                             | TĐCS Đồng Tháp                      | Phạm Công Lộc (TĐCS Đồng Tháp)      | Timothy Anjembe (TĐCS Đồng Tháp)        | Valdinei dos Santos (T&T Hà Nội)       |
| Tháng 3                             | SHB Đà Nẵng                         | Lê Huỳnh Đức (SHB Đà Nẵng)          | Lazaro de Sousa (Quân khu 4)            | Datsakorn Thonglao (Hoàng Anh Gia Lai) |
| Tháng 4                             | SHB Đà Nẵng                         | Lê Huỳnh Đức (SHB Đà Nẵng)          | Almeida De Emidio (SHB Đà Nẵng)         | Vũ Anh Tuấn (TĐCS Đồng Tháp)           |
| Tháng 5                             | Hoàng Anh Gia Lai                   | Lê Huỳnh Đức (SHB Đà Nẵng)          | Lee Nguyễn (Hoàng Anh Gia Lai)          | Antonio Carlos (Đồng Tâm Long An)      |
| Tháng 6                             | Thể Công                            | Lê Thụy Hải (Thể Công)              | Lê Công Vinh (T&T Hà Nội)               | Phạm Văn Quyến (Sông Lam Nghệ An)      |
| Tháng 7                             | Xi măng Hải Phòng                   | Vương Tiến Dũng (Xi măng Hải Phòng) | Leandro de Oliveira (Xi măng Hải Phòng) | Phạm Văn Quyến (Sông Lam Nghệ An)      |
| Tháng 8                             | Becamex Bình Dương                  | Nguyễn Văn Thịnh (Sông Lam Nghệ An) | Phạm Văn Quyến (Sông Lam Nghệ An)       |                                        |

### Giải thưởng chung cuộc
- Vô địch: SHB Đà Nẵng
- Á quân: Becamex Bình Dương
- Hạng ba: Sông Lam Nghệ An
- Vua phá lưới: Gaston Merlo (SHB Đà Nẵng) và Lazaro de Sousa (Quân khu 4) - 15 bàn
- Huấn luyện viên xuất sắc nhất giải: Lê Huỳnh Đức (SHB Đà Nẵng)
- Giải phong cách: Becamex Bình Dương
- Hội cổ động viên tốt nhất: Hội cổ động viên SHB Đà Nẵng

| Giải bóng đá Vô địch Quốc gia 2009 Nhà vô địch |
| ---------------------------------------------- |
| SHB Đà Nẵng Lần thứ 2                          |